# 鶴舞温泉
鶴舞温泉（つるまいおんせん）は、秋田県由利本荘市にある温泉。本荘公園（本荘城跡）・御手作堤の畔に日帰り入浴施設があり、当施設の正式名称は由利本荘市鶴舞温泉である。

## 交通アクセス
- JR羽越本線羽後本荘駅からタクシーで5分

## 施設
- 大浴場
- 露天風呂
- サウナ
- 無料休憩室
- 有料個室休憩室
- レストラン「はなしょうぶ」
- Relaxation CoCoRo～こころ～

## 営業時間[1]
午前8時から午後9時まで(休館日は毎月第3木曜日)
- 個室

午前8時から午後5時まで
- 中広間

午前8時から午後8時30分まで
- 大広間

午前8時から午後5時まで無料開放(会議・団体利用は午後6時から午後8時30分まで)
- レストラン「はなしょうぶ」

11時から14時(ラストオーダー 13時30分)

17時から20時(ラストオーダー 19時30分)
- Relaxation CoCoRo～こころ～

平日　12時から19時(最終受付 18時)

土日祝　10時から19時(最終受付 18時)

定休日　不定休

## 入湯料[6]
| 大人  | 身体障害者手帳所持者 | 小人(小学生) |
| ----- | -------------------- | ------------ |
| 600円 | 500円                | 300円        |

なお、秋田県立大学生は学生証提示で半額(300円)になる。
| 大人(65歳未満) | 大人(65歳以上) | 身体障害者手帳所持者 | 一ヶ月間フリーパス |
| -------------- | -------------- | -------------------- | ------------------ |
| 5500円         | 4600円         | 4500円               | 10000円            |

## 個室使用料[1]
|        | 室料   | 1時間余超過ごと |
| ------ | ------ | --------------- |
| 8畳間  | 3000円 | 500円           |
| 10畳間 | 3600円 | 600円           |
| 12畳間 | 4200円 | 700円           |

|                       | 利用料 |
| --------------------- | ------ |
| 会議・団体利用(1時間) | 2500円 |

|                       | 利用料 |
| --------------------- | ------ |
| 会議・団体利用(1時間) | 5000円 |

上述のとおり大広間は午前8時から午後5時は無料開放。